# Pueblo hadza
Los hadzas, hadzapi, o hadzabe'e, son un grupo étnico de Tanzania central, en los alrededores del lago Eyasi, en el Gran Valle del Rift, en las proximidades de la llanura del Serengeti. Constituyen una de las comunidades étnicas más pequeñas del continente y de las últimas en mantenerse en el estadio cultural de cazadores-recolectores. Su idioma es el hazda considerado como paleo-africano y discutido su origen por otros. Se estima una población cercana a las 1.300 personas vinculadas al grupo.

## Idioma

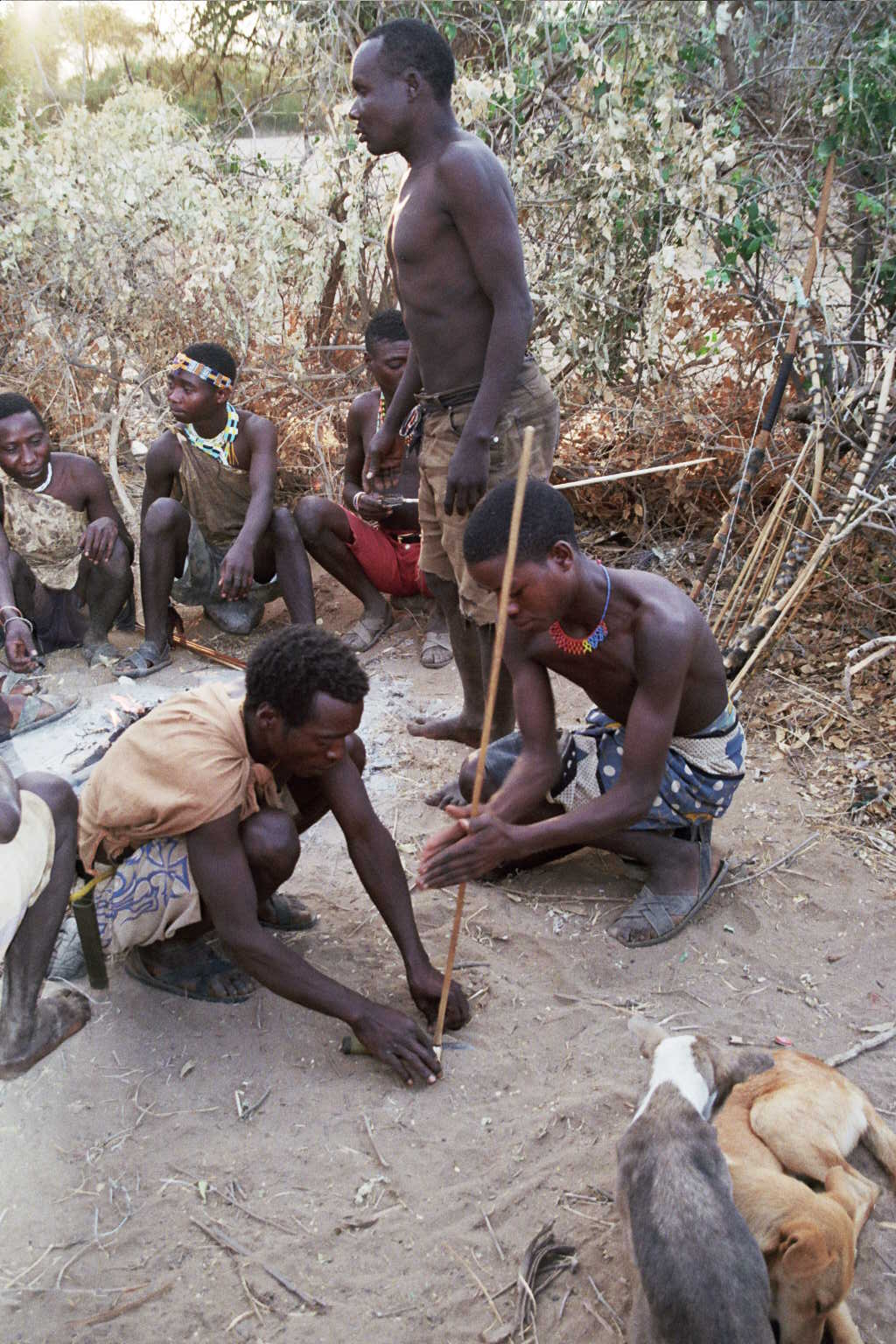
Encendiendo un fuego.

El pueblo hazda habla un idioma conocido como: hadza, hadzabi, hadzane, hadzape, hadzapi, hatsa, hangeju, kangeju, kindega, kindiga, kitindiga,  tindiga, wakindiga o watindiga. Por sus préstamos de la lengua del pueblo san para Dmitry Olderogge debería integrar un grupo lingüístico a llamar “paleo-africano” junto con la del citado pueblo san y la del pueblo kwandi. Otros lingüistas la relacionan con la del pueblo khoi-khoi. También existen especialistas que opinan que se trata de una lengua aislada o de confusa clasificación.
Se caracteriza por la presencia de sonidos con chasquido y la estructura monosilábica. Se estima que tiene 1.300 hablantes en Tanzania.

## Estructura

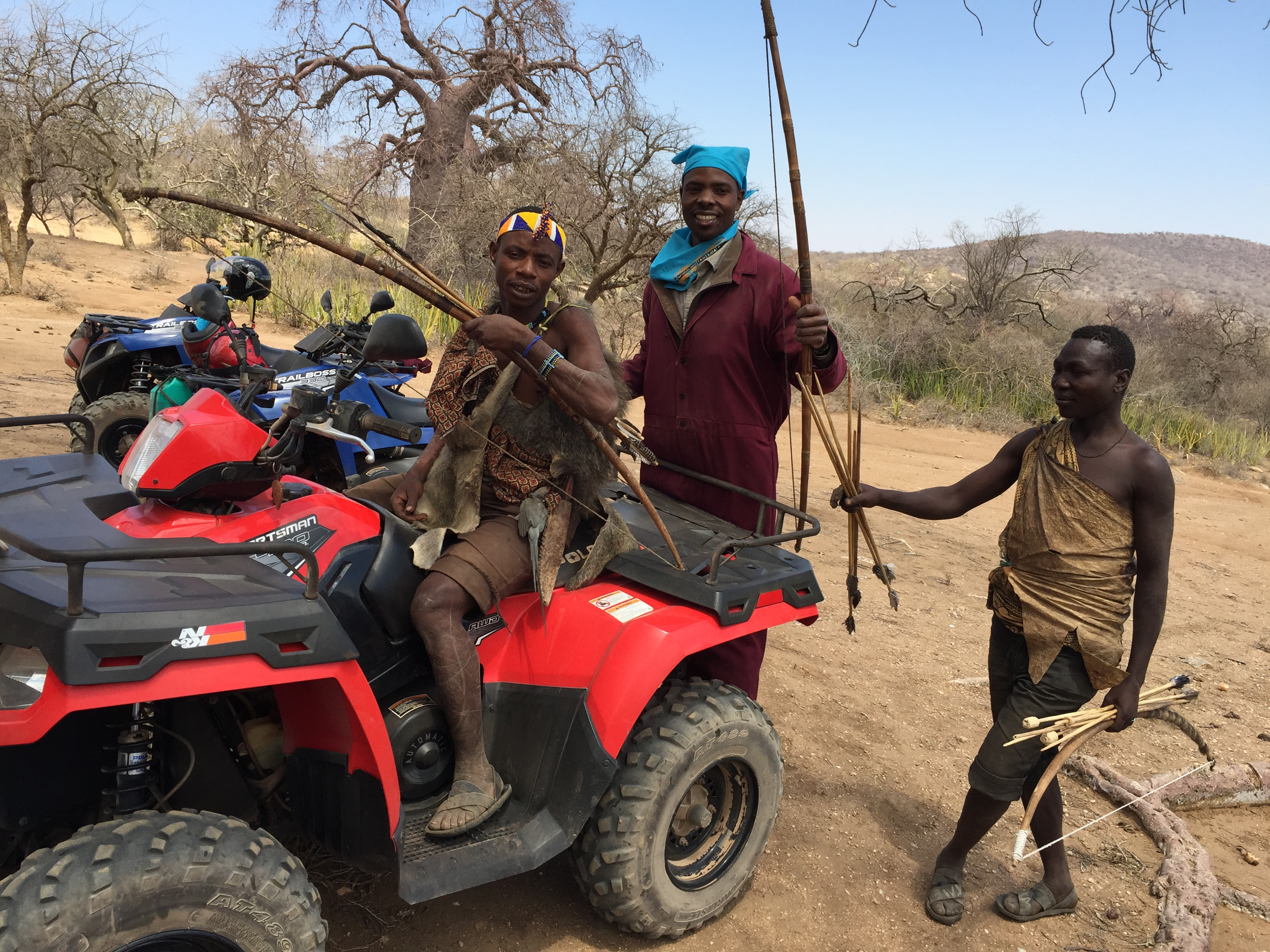
Modernidad

Este grupo está compuesto  por unos mil individuos, de los cuales entre 300 y 400 viven como cazadores-recolectores, siguiendo muy de cerca las costumbres de sus ancestros desde hace decenas de miles de años, antes del uso de la agricultura. Viven sin calendario, los conocimientos necesarios para la recolección y la caza son transmitidos en forma oral y no construyen viviendas permanentes. No tienen ceremonias de carácter religioso. Se constituyen en uno de los últimos grupos de cazadores-recolectores de África.
Los frutos, raíces y tubérculos, recolectados por las mujeres, son la parte principal del régimen alimenticio de los hadzas, complementado con la caza de casi todos los animales de la zona, a excepción de las serpientes y las hienas, debido a que estas últimas se comen a sus difuntos.
Uno de los factores que probablemente ha contribuido en forma importante en la conservación de las costumbres ancestrales en el pueblo hadza es que estos han ocupado tierras poco ambicionadas por los grupos vecinos, ya que son tierras salobres, con baja precipitación. Sin embargo en los últimos decenios la presión demográfica ha empujado a colonos a ocupar hasta el 75 por ciento de las tierras que los hadzas disponían en los años 1950.

## Cultura
Algunas de sus leyendas apuntan a la existencia del grupo desde hace miles de años. En todo caso, se ha determinado que el grupo más próximo a los hadzas son los sandawes, por lo que colectivamente pueden denominarse hadza/sandawe.

### Danza epeme
Es una danza funeraria con la finalidad de honrar la memoria del difunto y asegurar el bienestar de los vivos. Se realiza en una noche sin luna, algunas jornadas después del entierro. Mientras las mujeres cantan los hombres (con un penacho en la cabeza) danzan dando un fuerte pisotón con el pie derecho que resuena junto con los cascabeles que llevan en los tobillos. La creencia es que sus antepasados salen de la selva la noche de epeme para participar en la danza.  